# コービー・ターナー
コービー・ターナー（Kobie Turner, 1999年4月26日 - ）は、アメリカ合衆国ワシントンD.C.出身のプロアメリカンフットボール選手。NFLのロサンゼルス・ラムズに所属している。ポジションはディフェンシブタックル。

## 経歴

### カレッジ
奨学金のないウォーク・オンでリッチモンド大学に進学。2021年シーズンにはカンファレンスの最優秀守備選手賞を受賞した。4年間プレーし、通算で158タックル、15サックを記録した。
2021年シーズン終了後、ウェイクフォレスト大学へ転校した。2022年シーズンは38タックル、2サックを記録した。

### ロサンゼルス・ラムズ
| 6 ft 2+1⁄4 in (189 cm)  | 293 lb (133 kg) | 31+3⁄8 in (80 cm) | 10+1⁄4 in (26 cm) | 4.95 s | 4.49 s | 7.08 s | 8 ft 0 in (2.44 m) | 31 回 |
| All values from Pro Day |                 |                   |                   |        |        |        |                    |       |

2023年のNFLドラフトにて全体89位でロサンゼルス・ラムズから指名され、その後ルーキー契約を結んだ。